# Omer Arsène Blot
Omer Arsène Blot, né le 27 novembre 1824 à Marbaix et mort le 7 mai 1894 à Souché, est un général de corps d'armée française.

## Biographie
Il est élève  lors de la 24e promotion de l'école militaire de Saint Cyr de 1842 à 1844. 
Il participe à la guerre de Crimée de 1855 à 1856, puis à la seconde guerre de l'opium où il est cité deux fois à l'ordre de l'armée pour coup d'éclat. Il est blessé deux fois lors de la Guerre franco-allemande de 1870. Il est engagé ensuite contre la Commune en 1871.
Il est chef d'État-Major des armées de 1880 à 1881.

## Distinctions
- Grand officier de la Légion d'honneur
- Médaille de Crimée décernée par la reine Victoria
- Médaille commémorative de l'expédition de Chine (1860)
- Chevalier de l'ordre de Charles III d'Espagne
- Grand-croix de l'ordre de François-Joseph
- Officier de l'Instruction publique